# Macrobrachium carcinus
Macrobrachium carcinus (лат.) — вид крупных настоящих креветок, из семейства Palaemonidae. Крупнейшая американская пресноводная креветка.

## Распространение
Северная и Южная Америка. Встречается от Флориды до Бразилии.

## Охранный статус
Включён в Международный красный список МСОП в статусе Виды под наименьшей угрозой (Least Concern).

## Описание

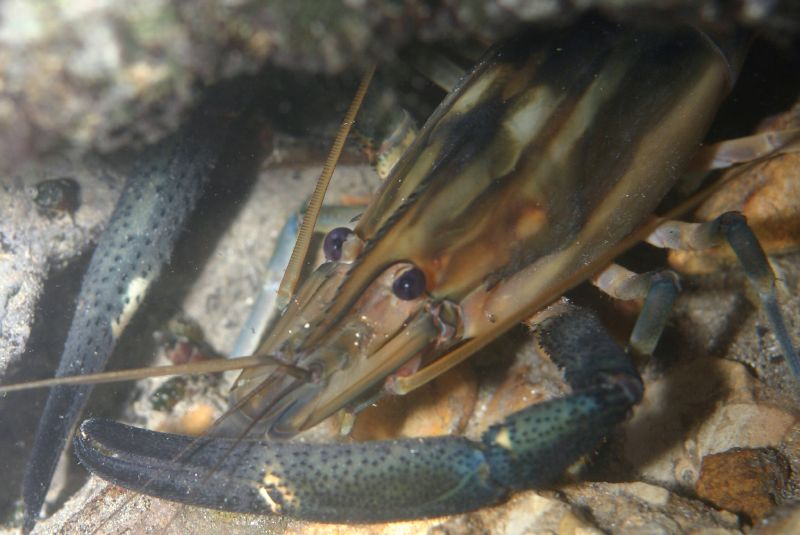

Длина до 30 см и вес до 850 г, хотя известны и более крупные находки.
Основная окраска тела желтовато-коричневая. Клешни относительно очень длинные и тонкие, служат для облегчения поисков пищи в небольших трещинах и могут быть сине-зелёными.
Креветки M. carcinus всеядны, поедают разнообразную пищу. Диета включает моллюски, мелких рыб, водоросли, листья и насекомых.
Важный коммерческого рыболовства объект в нижнем течении реки Сан-Франсиску (Бразилия), где известен под названием pitu.
Вид был впервые описан в 1758 году шведским натуралистом Карлом Линнеем под первоначальным названием Cancer carcinus Linnaeus, 1758. Таксон Macrobrachium carcinus включён в состав рода Macrobrachium Spence Bate, 1868 и отнесён к семейству Palaemonidae.